# Desaparición del Cessna 172 en Beni de 2025
El 30 de abril de 2025, un Cessna 172M Skyhawk (matrícula CP-1099) desapareció mientras cubría la ruta Baures–Trinidad, en el departamento del Beni, Bolivia. Los cinco ocupantes a bordo fueron rescatados con vida 48 horas después del accidente.

## Aeronave
La avioneta involucrada en el accidente fue un Cessna 172M Skyhawk, matrícula CP-1099 y número de serie 17263499. Anteriormemte, el CP-1099 ya había estado involucrado en un incidente el 26 de abril de 2013, cuando realizó un aterrizaje de emergencia en una calle de Puerto Ballivián, Trinidad, debido a una falla de motor. Este evento causó daños severos a la aeronave.

## Pasajeros y tripulación
En la avioneta habían cinco personas a bordo:
- Piloto: Pablo Andrés Velarde, 27 años.

- Pasajeros: Mirtha Fuentes, Roberta Velarde, una pasajera no identificada, y un menor de cinco años (hijo de la pasajera mencionada anteriormente).[3]

## Vuelo
El Cessna 172, matrícula CP-1099, despegó el miércoles 30 de abril desde el aeropuerto de Baures a las 12:57 p.m., con destino a la ciudad de Trinidad, departamento del Beni. La aeronave era pilotada por el piloto Pablo Andrés Velarde, con cuatro pasajeros a bordo, incluyendo un niño.
El último contacto con la aeronave fue el 30 de abril, después de las 1:00 p.m. Según los últimos reportes, la aeronave aterrizó cerca de la población Pedro Ignacio Muiba, a 123 kilómetros de Trinidad.
La aeronave presentó fallas y por este motivo el piloto ejecutó maniobras de emergencia para aterrizar cerca del río Itonomas, en proximidades de las haciendas Santa Fe y Nueva Esperanza 1.
Fue otro capitán quien dio la alerta a la población de Baures, informando sobre la situación y movilizando rápidamente a las autoridades correspondientes.

## Supervivencia
El joven piloto de la aeronave, Pablo Andrés Velarde, contó que durante el segundo día, lograron agarrar parte del equipaje de uno de los pasajeros, encontrando en este chivé, que es una harina de yuca, consumida con regularidad en varias poblaciones benianas.
“Nos mantuvimos con chivé”, contó el joven piloto, que además aseguró que al caer, el combustible de la avioneta formó un circulo alrededor del aparato, lo que permitió que animales como lagartos y víboras no se acercaran e intentaran atacarlos.
El reporte de los sobrevivientes cuenta como tuvieron que permanecer juntos, parados sobre un pedazo del fuselaje de la avioneta que no estaba hundido en el agua, aguantando ahí los dos días que demoraron en rescatarlos.
La pasajera Roberta Robertina Velarde, contó como se turnaban para vigilar día y noche, para que ningún animal peligroso intentase atacarlos o acercarse a la avioneta, pero pese a los turnos, ninguno de ellos pudo conciliar el sueño las dos noches que pasaron a la intemperie.
Los sobrevivientes afirman que decidieron no moverse del lugar, con la esperanza de ser vistos por equipos de rescate, así que a pesar del paso de las horas, no desfallecieron y aguantaron sobre ese pedazo de avioneta en medio de una laguna, cercana al cauce del río Itonama.

## Búsqueda y rescate
El presidente de Bolivia, Luis Arce Catacora, anunció en sus redes sociales que instruyó una inmediata operación de búsqueda y rescate a la Fuerza Aérea Boliviana (FAB), el Comando Conjunto de Respuesta ante Eventos Adversos (CCREA) y el Servicio de Búsqueda y Rescate de la Fuerza Aérea Boliviana (SAR-FAB).
El viceministro de Defensa Civil, Juan Carlos Calvimontes, informó que el viernes 2 de mayo a las 7:20 a.m., despegó desde Santa Cruz un helicóptero EC-145, equipado con grúa y personal especializado del SAR-FAB, con destino al municipio de Baures. El objetivo era reforzar la búsqueda en zonas de difícil acceso donde se presume habría caído la aeronave.
Adriana Leigue, esposa del piloto, contó que un grupo de pescadores vio a los pasajeros y escucharon sus gritos y pedidos de auxilio durante la madrugada, cerca del puente Pedro Ignacio Muiba.
La aeronave fue localizada cerca de la comunidad Pedro Ignacio Muiba, gracias a la precisión del trabajo aéreo y el rastreo en tierra. La confirmación del hallazgo ocurrió luego de 48 horas de búsqueda y movilización de equipos especializados, autoridades locales y voluntarios.“¡Los encontramos y los estamos evacuando hacia Trinidad!”, fue la frase que activó la alerta positiva en la comunicación entre el piloto del helicóptero de búsqueda, confirmando el rescate de los cinco tripulantes.
Los cinco ocupantes fueron hallados con vida y en condiciones estables. Entre los sobrevivientes se encuentra un menor de edad que viajaba junto a su madre y otras dos mujeres para recibir atención médica en Trinidad. El piloto, Pablo Andrés Velarde, también fue localizado con vida.Recibieron alimentos, atención médica inmediata y fueron trasladados vía aérea hasta la ciudad de Trinidad, donde se encuentran en observación y bajo resguardo institucional.

## Secuelas
Según el reporte de uno de los pasajeros, el motor de la avioneta estaba fallando, y luego la aeronave perdió potencia antes de estrellarse cerca del río Itonomas, en una zona de árboles y densa vegetación. El piloto realizó maniobras para que la avioneta aterrizara en una zona más clara donde no haya árboles o una zona pantanosa de difícil acceso. La avioneta se deslizó unos 20 metros más allá. La hélice quedó enredada entre la hierba, provocando que la aeronave se volcara.Según los videos del rescate, se ve que la aeronave se estrelló en una zona pantanosa, la avioneta flotaba en el pantano.La pasajera Roberta Velarde dijo que el piloto tenía dificultades para maniobrar la avioneta y que el motor estaba fallando, el piloto les dijo: “Vamos a ir a un lugar donde todos salgamos bien”. Había muchos lagartos y caimanes cerca del lugar donde se estrellaron.La avioneta anteriormente había sufrido un incidente el 26 de abril de 2013, en el que aterrizó de emergencia en una calle de Puerto Ballivián, Trinidad, debido a un falla de motor, la aeronave había sufrido daños serveros.Esto podría tener algo que ver con el accidente del 30 de abril de 2025.

## Investigación
La Dirección General de Aeronáutica Civil (DGAC) activó una investigación técnica para determinar las causas del aterrizaje de emergencia de la aeronave Cessna 172, matrícula CP-1099, ocurrido el miércoles 30 de abril en una zona pantanosa del Beni.
“En el marco de la Reglamentación Aeronáutica Boliviana RAB 830, la Unidad de Investigación y Prevención de Accidentes e Incidentes (AIG) ya inició con el proceso de investigación para identificar las causas probables del evento”, refiere parte del comunicado.